# Julie Fuchs
Julie Fuchs (Meaux, 24 de julio de 1984) es una cantante lírica francesa que posee la tesitura de soprano. Su repertorio incluye tanto obras del periodo barroco como clásicas, románticas y contemporáneas. Debutó como solista en España el 4 de noviembre de 2016 interpretando obras de Haendel, junto a la Orquesta Barroca de Sevilla en el Teatro de la Maestranza de esta ciudad.

## Premios
- En el año 2010 obtuvo el primer premio como cantante en el certamen del Conservatorio Nacional de Música de París.
- En el año 2013 obtuvo el segundo premio del certamen internacional de voces Operalia celebrado en Verona.
- En 2014 obtuvo el premio Victoires de la Musique a la mejor artista del año.[5]

## Discografía
- Mélodies de Jeunesse, incluye obras de  Gustav Mahler  y Claude Debussy acompañada al piano por Alphonse Cemin, editado por Aparté/Harmonia Mundi.
- Mélodías para voz y piano de Francis Poulenc editado por el sello Atma Classique.
- Julie Fuchs Yes !. Recopilación de arias de compositores franceses que constituye el primer lanzamiento de su contrato en exclusiva para el sello  Universal/Deutsche Grammophon. Contiene obras de André Messager, Francis Poulenc, Arthur Honegger, Kurt Weill, Maurice Ravel, Albert Willemetz, Henri Christiné, Franz Lehár, Rimski-Korsakov y Reynaldo Hahn.[6]